# Pico Abajo
El pico Abajo (del inglés: Abajo Peak) es el pico más alto de las montañas Abajo, localizadas al sureste del estado de Utah, en Estados Unidos. Se encuentra en el bosque nacional Manti-La Sal, a 11 km al suroeste de Monticello, Utah, y a 48 km al oeste de la frontera con Colorado. La cumbre ofrece una vista panorámica del sureste de Utah, Colorado y la región de Four Corners, donde limitan los estados de Utah, Arizona, Colorado y Nuevo México. Hay varias torres de comunicación en el pico.